# Csak az a szex
A Csak az a szex (eredeti cím: Anything Else) 2003-ban bemutatott szatirikus filmvígjáték, amelynek rendezője, forgatókönyvírója és főszereplője Woody Allen.

## Cselekmény
Jerry Falk, a fiatal vígjátékíró New Yorkban él barátnőjével, Brooke-kal. Egyik nap összefut a barátjával, Bobbal és megismeri a szépséges és különc Amandát, Bob barátnőjét, akibe első látásra beleszeret. Később randira hívja a lányt és viszonyt kezd vele. Idővel Brooke rájön, hogy Jerry megcsalja őt, ezért elhagyja a fiút. Amanda Jerryhez költözik. Jerry rengeteg időt tölt David Dobellel, aki szintén író és komikus. Jerry párkapcsolata nem felhőtlen, sok gond van Amandával és már nem is élnek nemi életet, ráadásul Amanda anyja is hozzájuk költözik. 
Dobel arra gyanakszik, hogy a lány megcsalja Falkot. Falk emiatt követni kezdi Amandát, akit egy férfival lát az utcán csókolózni. Dobel azt javasolja Jerrynek, kezdjenek új életet Los Angelesben, mert íróként csak ott lesznek közel a tűzhöz. Jerrytől elvárja itteni életének maga mögött hagyását és az Amandával való szakítást, valamint kirúgja kontár ügynökét, Harveyt, akinek Jerry az egyetlen ügyfele. A fiú így is tesz. Mielőtt elindulnának Los Angelesbe, Dobel felhívja Jerryt és találkozót kér a Central Park egy eldugott részében. A parkban Dobel elmondja Jerrynek, hogy nem tud vele tartani Los Angelesbe, mert megölt egy rendőrt, ezért bujkálnia kell. 
Jerry végül egyedül indul szerencsét próbálni Hollywoodba. 

## Szereplők
| Szerep      | Színész           | Magyar hang   |
| ----------- | ----------------- | ------------- |
| David Dobel | Woody Allen       | Kern András   |
| Jerry Falk  | Jason Biggs       | Hevér Gábor   |
| Paula       | Stockard Channing | Andresz Kati  |
| Harvey      | Danny DeVito      | Balázs Péter  |
| Bob         | Jimmy Fallon      | Seder Gábor   |
| Amanda      | Christina Ricci   | Solecki Janka |
| Brooke      | KaDee Strickland  | Kiss Virág    |